# انجمن آفریقا

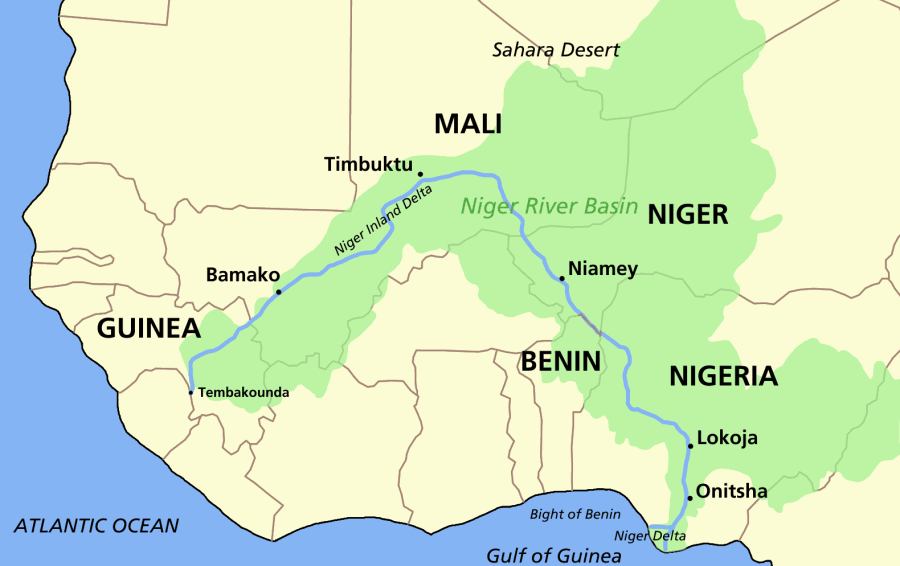
تا اواخر قرن ۱۸م، سرچشمهٔ رود نیجر و محل تیمبوکتو برای اروپاییان شناخته نبود.

انجمن ترویج کشف مناطق داخلی آفریقا (معروف به انجمن آفریقا)، در ۹ ژوئن ۱۷۸۸ در لندن تأسیس شد، یک باشگاه بریتانیایی بود که به اکتشاف غرب آفریقا اختصاص داشت، با مأموریت کشف منشأ و مسیر رود نیجر و محل تیمبوکتو، «شهر گمشده» طلا. تشکیل این گروه در واقع «آغاز عصر اکتشاف آفریقا» بود.
انجمن آفریقا که توسط دوازده نفر از اعضای طبقهٔ بالای لندن و به رهبری سر ژوزف بنکس تشکیل شده بود، احساس کرد که این شکست بزرگ عصر روشنگری است که در زمانی که انسان‌ها می‌توانند در سراسر جهان حرکت کنند، جغرافیای قاره سیاه تقریباً به‌طور کامل ترسیم نشده‌است. یونانیان باستان و رومی‌ها بیشتر از بریتانیا در قرن هجدهم از فضای داخلی آفریقا اطلاع داشتند.
با انگیزه تمایلات صادقانه به دانش علمی و لغو تجارت برده، اما اعضای ثروتمند منافی کسب فرصت‌های تجاری انگلیس نبودند و هر یک متعهد شدند که سالانه پنج گینه به استخدام و تأمین بودجه سفرهای انگلیس به آفریقا کمک کنند.